# L’asilo d’Amore
L’asilo d’Amore (deutsch: „Der Zufluchtsort Amors“) ist ein Libretto zu einer Festa teatrale in einem Akt von Pietro Metastasio. Erstmals aufgeführt wurde es in der Vertonung von Antonio Caldara am 28. August 1732 im Hauptplatz Linz zum Geburtstag der Kaiserin Elisabeth-Christine, der Gemahlin Karls VI.

## Handlung
Die folgende Inhaltsangabe basiert auf der Übersetzung von Johann Adam Hiller.
Der Schauplatz stellt eine natürliche Höhle in einem Berg an der Küste Zyperns dar. Netze, Fischreusen und ähnliche Dinge lassen erkennen, dass sich Fischer in der Gegend befinden. Die Steine um die Höhle sind mit Moos und Efeu bedeckt, und das vom Berg herabfließende Wasser schlängelt sich durch die Unebenheiten des Bodens. Die Grotte wird lediglich durch Felsritzen vom Tageslicht erreicht und liegt daher in halber Dämmerung.
Venere warnt ihren Sohn Amore vor dem Zorn der anderen Götter, die sich von ihm beleidigt fühlen. Sie drängt ihn, von der Insel zu fliehen. Amore hat sich als Fischer verkleidet und fühlt sich sicher. Dennoch gibt er ihren Bitten nach. Venere rät ihm, sich als Mädchen zu verkleiden und in Begleitung junger Frauen zu fliehen. Diese würden ihn jedoch durch ihr Verhalten sofort verraten. Wenn er sich dagegen mit Jünglingen umgeben würde, würden diese ihn weder als Freund noch als Gebieter akzeptieren. Ältere Menschen würden in seiner Gegenwart nicht die gewohnte Ernsthaftigkeit wahren können. Bevor sie sich entscheiden können, nahen bereits die feindlich gesinnten Götter, und Amore beschließt, alleine eine sichere Zuflucht zu suchen. Venere geht, um die Gegner aufzuhalten. Vor seiner Flucht wendet sich Amore an die liebenden Seelen, die nun ohne auskommen müssen.
Die Höhle verschwindet, und der Palast der Venere erscheint in Ufernähe auf dem Meer. Die Verzierungen und Statuen am Gebäude beziehen sich auf Begebenheiten aus dem Leben von Venere und Amore oder drücken ihre Eigenschaften symbolisch aus. Vor dem Palast erscheinen auf Wolken Apollo, Marte, Pallade und Mercurio in ihren Eigenschaften entsprechend gestalteten Wagen. Venere kommt ihnen in einer von Tauben gezogenen Muschel entgegen. Im Palast befinden sich Grazien und Liebesgötter aus dem Dienst der Venere. Die anderen Götter werden von Genien begleitet.
Der Chor der Genien und die Götter fragen Venere nach dem Aufenthaltsort Amores. Er müsse sich vor Jupiter für seine Verbrechen verantworten. Auf Veneres Frage, was ihm vorgeworfen werde, antworten sie: er kehre in der ganzen Welt das Unterste zuoberst, er spotte über die Götter und quäle die Sterblichen und verlange, dass die Regierung des Himmels und der Erde nach seinem Wunsch eingerichtet werde. Jeder der Götter bringt seine eigenen Klagen vor und vertieft sie in einer Arie. Apollo habe er die Zither geraubt und missbrauche sie, um die Menschen zu verführen. Marte beklagt sich darüber, dass er selbst im Krieg die Soldaten verwirre. Mercurio habe er die Aufsicht über die schönen Künste entrissen. Pallade wirft ihm vor, die Tugend und die Wissenschaft zu untergraben. Die Aufzählung der Verbrechen Amores endet mit dem Wunsch des Chores, dass seine Herrschaft zu Ende gehen möge.
Venere antwortet auf die Vorwürfe damit, dass ihr Sohn für den Schaden nicht verantwortlich sei. Schuldig seien vielmehr seine törichten Begleiter, die Liebenden. Wenn diese seine Gaben nicht missbräuchten, würde er Erholung nach der Mühe, Nahrung für den Frieden und Ermunterung zur Tugend sein. Für Marte spielt es jedoch keine Rolle, ob Amore direkt oder nur indirekt die Schuld trage. In jedem Fall würden die Probleme mit seiner Verbannung ein Ende finden. Venere schlägt vor, ihn stattdessen unter die Aufsicht eines strengen Lehrers zu stellen. Da er noch jung sei, könne er sich wohl ändern. Die geeignetste Person dafür sei die Zeit, die ihm die Ausschweifungen nach und nach abgewöhnen werde. Apollo hält das für eine vergebliche Hoffnung, da sich seine Seele schon vorher an das Böse gewöhnen würde. Venere schlägt nun vor, ihn die Schule des Zanks zu schicken, um das eine Übel mit dem anderen zu bekämpfen. Marte hält nichts davon, weil Zank und Amore zwar Feinde, aber trotzdem immer zusammen auftreten würden und sich gut verstehen. Veneres’ nächsten Vorschlag, die Geschäftigkeit zu beauftragen, Amore zu entwaffnen, verwirft Mercurio. Gerade wer viel beschäftigt ist, sei von Amore leicht zu überwinden. Zuletzt regt Venere an, Amore der Vernunft zu unterwerfen, aber Pallade meint, dass er als blindes Kind deren Sprache nicht verstehe und wohl gar seine Führerin mit in die Irre führen werde. Nachdem alle ihre Vorschläge abgelehnt wurden, weist Venere auf die Vorzüge Amores hin. Er erhalte die Ruhe zwischen den Elementen, vereinige, was sich getrennt hat und schaffe die Welt durch einen ewigen Kreislauf immer wieder von Neuem. Die anderen Götter lassen sich jedoch nicht so leicht beruhigen und erneuern im Chor ihre Forderung nach Amores Untergang.
Nach dem Ende des Chores steigt das Meer höher. In einem von Seepferden gezogenen Wagen aus Muscheln und Korallen erscheint Proteo in Begleitung von Nereiden und Tritonen und nähert sich dem Ufer.
Proteo fordert die beleidigten Götter auf, sich zu beruhigen und Frieden zu schließen. Amore habe eine Freistatt gefunden. Seine jetzigen Gegner werden schon bald seine Freunde sein, denn er habe sich geändert. Er habe sich in der Wiege Elisens (die Kaiserin Elisabeth-Christine, je nach Anlass der Aufführung wird hier dem gefeierten Herrscher gehuldigt; in Hasses Version von 1743 ist es König August III.) versteckt, dort alle Tugenden versammelt vorgefunden und sie in sich aufgenommen. Die anderen Götter lassen sich von dieser Wendung überzeugen und verzichten auf ihre Rache. Zum Abschluss des Werks besingt der Chor den glücklichen Tag.

## Geschichte
L’asilo d’Amore wurde erstmals am 28. August 1732 im Hauptplatz Linz anlässlich des Geburtstags der Kaisern Elisabeth-Christine aufgeführt. Diese und ihr Gemahl Kaiser Karl VI. residierten zu diesem Zeitpunkt mit einem Teil des Hofstaats in Linz, um die Huldigung Oberösterreichs entgegenzunehmen. Das Werk wurde vom kaiserlichen Theateringenieur Giuseppe Galli da Bibiena aufwändig inszeniert und von bekannten Sängern aufgeführt, darunter Theresa Holzhauser (der Ehefrau des Komponisten Georg Reutter) als Venere und vermutlich ihrem jüngsten Bruder Domenico Holzhauser als Amore. Die übrigen Darsteller waren die Sopranistin Barbara Pisani (Pallade), der Altkastrat Gaetano Orsini (Apollo), der Soprankastrat Domenico Genovesi (Mercurio), der Bass Christoph Praun (Marte) und der Tenor Gaetano Borghi (Proteus).
Anlässlich der Hochzeit Josephs II. mit seiner zweiten Frau Maria Josepha von Bayern im Jahr 1765 überarbeitete Metastasio das Libretto grundlegend unter dem Namen Il trionfo d’Amore. Diese Fassung betrachtete er als eigenständiges Werk. Sie wurde von Florian Leopold Gassmann vertont.
1770 erschien anlässlich der Hochzeit des Dauphins, dem späteren Ludwig XVI., eine französische Imitation des Textes unter dem Namen L’asyle de l’Amour. Sie wird aufgrund der genannten Initialen „P.M.L.D.P.D.B.“ („par Monsieur l’Abbé de (La) Paumerelle de B.“) dem Abbé Claude de La Paumerelle (geboren 1746) zugeschrieben.
1786 veröffentlichte der Komponist und Musikschriftsteller Johann Adam Hiller in seinem Buch Ueber Metastasio und seine Werke : nebst einigen ins Deutsche übersetzten Stücken desselben eine deutsche Übersetzung unter dem Titel Die Freystätte Amors.
In L’asilo d’Amore betrachtet Metastasio zwei Hauptprinzipien des Cartesianismus, einer Philosophie, die er bereits in seiner Jugend bei mit Gregorio Caloprese studiert hatte: Leidenschaften und Emotionen sind demnach nicht per se schlecht; Tugend und Moral liegen im Ausmaß, in dem man fähig ist, die dadurch ausgelösten Handlungen zu kontrollieren. Dieses Thema hatte Mestastio bereits in seinem Frühwerk Giustino behandelt. Im Asilo erklärt Venus sinngemäß, dass die Gaben Amores nur in den Händen von Narren zum Auslöser von Narrheiten werden. Im Gegensatz zu diesen habe die Kaiserin Elisa eine so große Tugend, dass sie für andere als Vorbild moralischer Stärke wirkt – Amore selbst eingeschlossen. Lodovico Antonio Muratori rühmte diesen Ansatz Metastasios für die Leichtigkeit und den Humor, mit der er die moralische Botschaft vermittelte.

## Vertonungen
Folgende Komponisten vertonten dieses Libretto:
| Komponist                  | Uraufführung                               | Aufführungsort | Anmerkungen |  |
| -------------------------- | ------------------------------------------ | -------------- | --- |  |
| Antonio Caldara            | 28. August 1732                            | Linz           | „festa teatrale per musica“ zum Geburtstag der Kaiserin Elisabeth-Christine |  |
| Giuseppe Antonio Paganelli | 1732 oder 1737, Hoftheater                 | Braunschweig   | „festa teatrale“ |  |
| Giovanni Battista Pescetti | Frühling 1738, King’s Theatre am Haymarket | London         | „intermezzo“ |  |
| Johann Adolph Hasse        | Juli 1742                                  | Neapel         | „festa teatrale“; auch am 7. Oktober 1743 zum Geburtstag von August III. in Hubertusburg (laut Neville war dies die Uraufführung)                                                     |  |
| Paolo Scalabrini           | 1743                                       | Wien           | „festa teatrale“ |  |
| Francesco Corselli         | 1750, Coliseo del Buen Retiro              | Madrid         | „serenata“ zur Hochzeit der Infantin Maria Antonia von Spanien mit Viktor Amadeus III., dem Fürsten von Savoien; auch am 12. April 1759 im Buen Retiro, Salón de los Reinos in Madrid |  |
| Niccolò Jommelli           | 1758, Hoftheater                           | Stuttgart      | |  |
| Giuseppe Sarti             | 22. Juli 1769, Hoftheater                  | Christiansborg | „dramatische Kantate“, überarbeitet von Jacques-Marie Deschamps als L’asile de l’amour                                                                                                |  |
| anonym (Pasticcio)         | 1775                                       | London         | „cantata“, Libretto bearbeitet als La difesa d’amore von Francesco Badini |  |
| Pjotr Aleksejevich Skokov  | 2. Februar 1787                            | Neapel         | |  |
| Johann Gottfried Schicht   | 1789                                       |                | |  |
| Gottlob Benedict Bierey    | 1797                                       |                | |  |

## Aufnahmen und Aufführungen in neuerer Zeit
- Antonio Caldara
  - 2016 (Aufführungen im Schlosstheater Český Krumlov): Ondřej Macek (Dirigent und Cembalo), Zuzana Vrbová (Regie), Barockorchester Hof-Musici. Kristýna Fílová (Venere), Pavla Štěpničková (Amore), Jana Dvořáková (Pallade), Veronika Mráčková Fučíková (Apollo), Lucie Prokopová (Mercurio), Ivo Michl (Marte), Tomáš Kočan (Proteo).[21]

## Digitalisate
1. 1 2  Johann Adam Hiller: Ueber Metastasio und seine Werke, Leipzig 1786, als Digitalisat bei Google Books.
2. ↑  Abbé Claude de La Paumerelle: L’asyle de l’Amour. Frankreich, 1770. Digitalisat in Gallica.
3. ↑  Libretto (italienisch) der Serenata von Antonio Caldara, Linz 1732. Digitalisat im Portal Internet Culturale.
4. ↑  Libretto (italienisch/deutsch) der Serenata von Johann Adolph Hasse, Hubertusburg 1743. Digitalisat des Münchener Digitalisierungszentrums.
5. ↑  Libretto (italienisch/spanisch) der Serenata von Francesco Corselli, Madrid 1750. Digitalisat bei Google Books.